# Gulfstream International Airlines
Silver Airways, LLC — бывшая региональная авиакомпания Соединённых Штатов Америки со штаб-квартирой в Даниа-Бич (Флорида).
Gulfstream International Airlines работала под торговой маркой (брендом) Continental Connection магистральной авиакомпании Continental Airlines, выполняя регулярные и чартерные рейсы в города Флориды, Багамских островов и стран Карибского бассейна. Авиакомпания имела 9 постоянных маршрутов во Флориду, 10 — на Багамские острова и 6 регулярных направлений на северо-востоке США (Кливленд). В качестве своих узловых аэропортов GIA использовала Международный аэропорт Майами, Международный аэропорт Палм-Бич и Международный аэропорт Тампа, главным хабом авиакомпании являлся Международный аэропорт Форт-Лодердейл/Голливуд, расположенный неподалёку от штаб-квартиры компании.
В 2011 году компания сменила название на Silver Airways, с 2013 года рейсы выполнялись под собственным брендом.
Прекратила деятельность в 2025 году.

## История
Авиакомпания была образована бывшим командиром Боинга 727 Томасом Л. Купером (англ. Thomas L. Cooper) в октябре 1988 года и начала операционную деятельность 1 декабря следующего года. Первоначально авиакомпания предоставляла услуги челночных перевозок между Майами (Флорида) и Кап-Аитьен (Гаити), однако в связи с ухудшением политической обстановки на Гаити была вынуждена прекратить полёты и открыть рейсы на Багамские острова. Авиакомпания также выполняла еженедельные рейсы в Гавану по перевозке дипломатической почты посольства США на Кубе.
В мае 1994 года Gulfstream International Airlines подписала код-шеринговый договор с авиакомпанией United Airlines. В декабре 1995 года авиакомпания начала процедуру сертификации с части 135 Федеральных правил авиационных перевозок на часть 121 Правил, позволяющих открытие регулярных пассажирских маршрутов и использование более крупных самолётов, таких, как взятые к тому времени в аренду Short 360.
В августе 1998 года управляющий холдинг G-Air Holdings приобрёл авиакомпанию Paradise International Airlines и воздушный флот GIA пополнился самолётами De Havilland Canada Dash 7. В августе 2003 года Paradise была продана авиакомпании US Airways, а в 2004 году Gulfstream International Airlines подписала долгосрочный договор о партнёрстве с другим магистральным авиаперевозчиком Continental Airlines. В марте 2006 года Томас Купер продал свою долю собственности авиакомпании корпорации Gulfstream International Group, Inc., расположенной в штате Делавэр.
По состоянию на апрель 2009 года в авиакомпании Gulfstream International Airlines работало немногим более 600 человек.
В день 15 декабря 2011 года авиакомпания объявила о ребрендиге, изменив название на Silver Airways. В тот же день было получено 6 ранее приобретённых самолётов Saab 340. После того, как 1 апреля 2012 года Continental Airlines были поглощены United Airlines, Silver Airways выполняли рейсы под брендом United Express; с июля 2013 года, когда контракт с United истёк, рейсы выполнялись под собственным брендом
11 июня 2025 года Silver Airways заявила об отмене всех рейсов после продажи своих активов фирме Wexford Capital, принявшей решение прекратить деятельность авиакомпании.

## Направления полётов
По состоянию на март 2009 года авиакомпания Gulfstream International Airlines выполняла рейсы по следующим направлениям:

### Международные
- Багамы
  - Андрос — Международный аэропорт Андрос-таун
  - Бимини — Аэропорт Южного Бимини
  - Фрипорт — Международный аэропорт Большой Багамы)
  - Джордж-Таун (Эксума) — Международный аэропорт Эксума
  - Марш-Харбор — Аэропорт Марш-Харбор
  - Нассау/Парадайз-Айленд — Международный аэропорт имени Линдена Пиндлина
  - Северная Эльютера — Аэропорт Северная Эльютера
  - Новый Залив, остров Кэт — Аэропорт Новый Залив

### Внутренние
- Флорида
  - Форт Уолтон-Бич — Северо-западный региональный аэропорт Флориды
  - Форт-Лодердейл/Голливуд — Международный аэропорт Форт-Лодердейл/Голливуд
  - Ки-Уэст — Международный аэропорт Ки-Уэст
  - Майами — Международный аэропорт Майами
  - Орландо — Международный аэропорт Орландо
  - Пенсакола — Региональный аэропорт Пенсаколы
  - Таллахасси — Региональный аэропорт Таллахасси
  - Тампа/Сент-Питерсберг/Клируотер — Международный аэропорт Тампа
  - Уэст-Палм-Бич — Международный аэропорт Уэст-Палм-Бич
- Нью-Йорк
  - Джеймстаун — Аэропорт Джеймстаун округа Шатокуа
- Огайо
  - Кливленд — Международный аэропорт Кливленда Хопкинс
- Пенсильвания
  - Брэдфорд — Региональный аэропорт Брэдфорд
  - Дю-Бойс — Региональный аэропорт Дю-Бойс
  - Франклин — Региональный аэропорт Венанго
- Западная Виргиния
  - Льюисбург — Аэропорт Гринбраейр-Вэлли

## Флот авиакомпании
По состоянию на март 2009 года воздушный флот авиакомпании Gulfstream International Airlines составляли следующие самолёты:
- Beechcraft 1900D — 23 единицы.

## Партнёрские соглашения
На 29 ноября 2007 года Gulfstream International Airlines имела действующие договора о партнёрских отношениях (код-шеринг) со следующими авиакомпаниями:
- Continental Airlines — в рамках маркетинговой программы (бренда) Continental Connection
- Copa Airlines
- Northwest Airlines
- United Airlines